# Coldred
Coldred est un village anglais situé dans le Kent.